# A Romance of Billy Goat Hill
Pour les articles homonymes, voir Billy Goat.
Pour plus de détails, voir Fiche technique et Distribution.
A Romance of Billy Goat Hill (littéralement, Une romance de Billy Goat Hill) est un film muet américain réalisé par Lynn Reynolds, sorti en 1916.

## Fiche technique
- Titre : A Romance of Billy Goat Hill
- Réalisation : Lynn Reynolds
- Scénario : Lynn Reynolds
- Photographie : Clyde Cook (en)
- Producteur :
- Société de production :  Universal Film Manufacturing Company
- Société de distribution :  Universal Film Manufacturing Company
- Pays d'origine :  États-Unis
- Langue : film muet avec les intertitres en anglais
- Métrage : 1 500 m (5 bobines)
- Format : Noir et blanc — 35 mm — 1,33:1 — Muet
- Genre : Film dramatique
- Durée : 50 minutes
- Dates de sortie : 
  -  États-Unis : 9 octobre 1916

## Distribution
- Myrtle Gonzalez : Miss Lady
- Val Paul (en) : Don Morley
- George Hernandez : Colonel Bob Carsey
- Fred Church : Lee Diullingham
- Thomas Jefferson : Professeur Querrington
- Frankie Lee (en) :	Bertie
- Jack Connolly (en) : Basil Sequin
- Jack Curtis : Sheely
- Burwell Hamrick : Chick (non crédité)